# The Best of Caravan - Canterbury Tales
 The Best of Caravan - Canterbury Tales is het elfde album van de Britse progressieve rockband Caravan. The Best Of Caravan is een verzamelalbum met verzamelde opnames van Caravan uit het tijdperk van 1970-1976.

## Nummers
1. If I Could Do It All Over Again, I'd Do It All Over You
2. Love To Love You
3. Aristocracy
4. Memory Lain, Hugh
5. Headloss
6. Golf Girl
7. For Richard